# Epeolus coreanus
Epeolus coreanus är en biart som beskrevs av Keizo Yasumatsu 1933. Epeolus coreanus ingår i släktet filtbin, och familjen långtungebin. Inga underarter finns listade i Catalogue of Life.